# Дюббёль
Дюббёль (дат. Dybbøl, нем. Düppel) — небольшой город в Ютландии с населением в 2.457 человек (2011) , расположенный в одноимённом приходе. Расположен в коммуне Сённерброг области Южная Дания.
Основные достопримечательности города — Дюббёльская мельница и церковь Дюппеля.

## Здания

### Исторический центр Битвы при Дюббёле

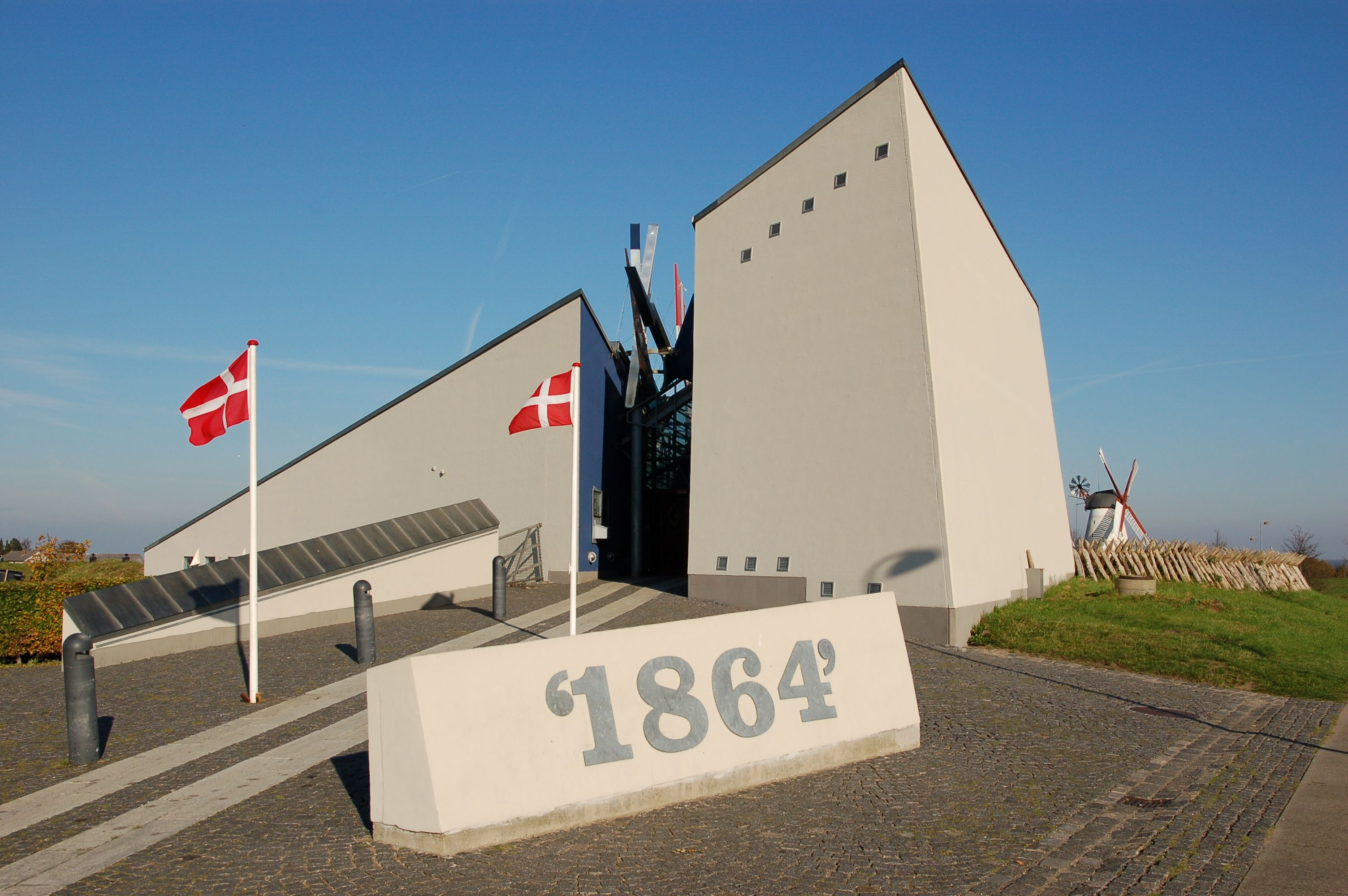
Главное здание центра

Исторический центр Битвы при Дюббёле (дат. Historiecenter Dybbøl Banke) — музей Дюббёльской битвы, находящийся между городами Дюббёль и Сённерборг. В нём описывается история Датской войны 1864 года и в частности битва при Дюббёле, где прусские войска заняли город Дюббёль. Поражение 1864 года считается одним из самых важных событий в поздней датской истории.
Открытый в 1992 году исторический центр состоит из выставки, в которых есть два фильма об истории войны и битвы при Дюббёле и открытой площадки с точным воспроизведением одного из редутов, которые служили датчанам во время битвы. В главный сезон посещений сотрудники музея ходят в оригинальной форме Датской войны.

### Дюббёльская мельница

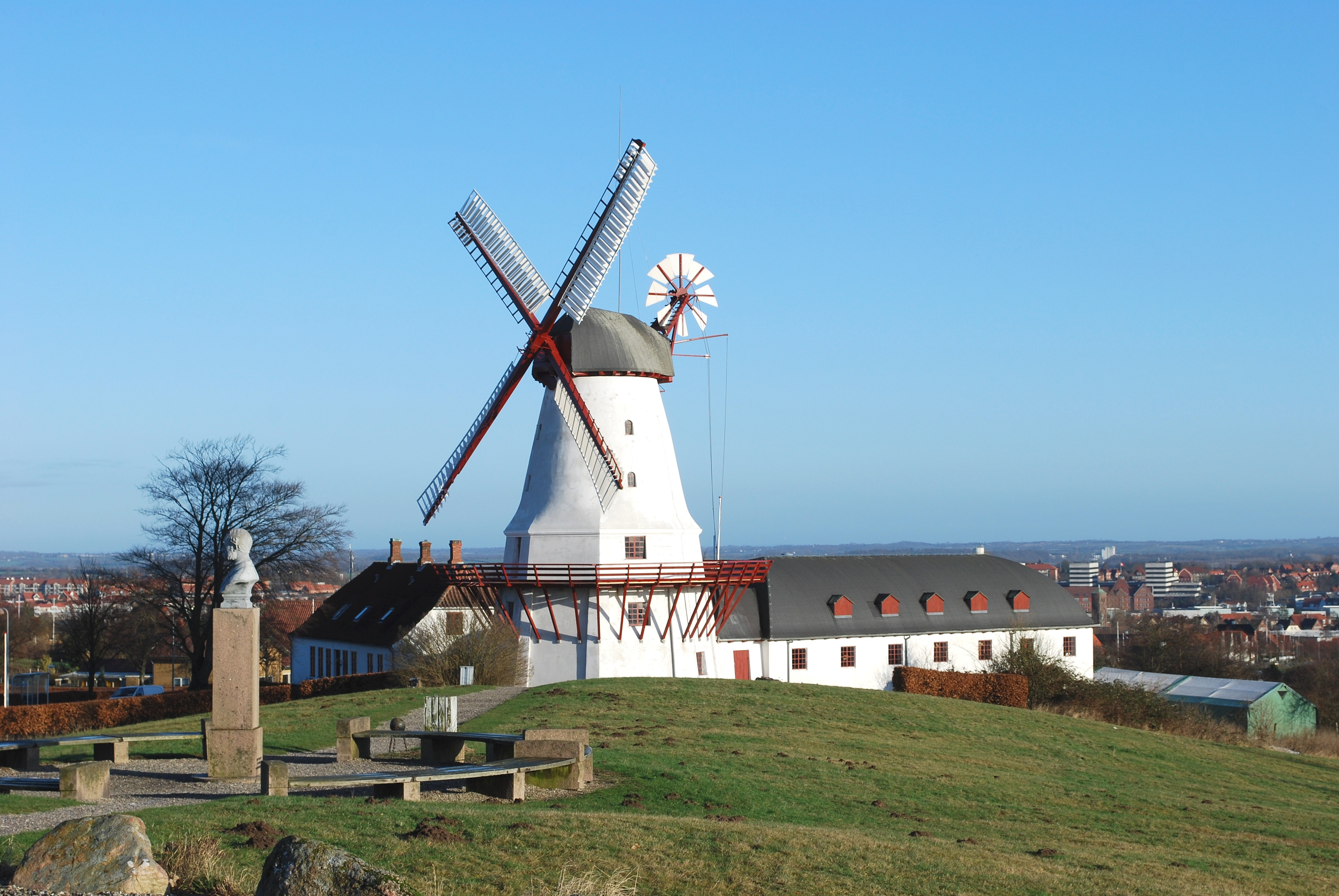
Дюббёльская мельница в 2009 году

Дюббёльская мельница (дат. Dybbøl Mølle) — мельница, построенная в 1744 году и перенёсшая несколько разрушений. Из-за своей роли в бурной истории Южной Ютландии и её стратегического значения в двух войнах, считается датским национальным символом. Она была в эксплуатации до 1990 года, с 1995 года используется как музей, в котором документы истории и технологии мельницы, а также элементы из войн с Датско-прусской войны 1848—1851 и Датской войны 1864 года.

## Битва при Дюббёле
Битва при Дюббёле (дат. Dybbøl Banker) — столкновение между датскими и прусскими войсками при подходе последних к городу Сённерборгу. В Германии эта битва называется Штурмом окопов Дюппеля (нем. Erstürmung der Düppeler Schanzen), а в Дании Битвой при Дюббёле (дат. Slaget ved Dybbøl) или Боями при Дюббёле (дат. Kampene ved Dybbøl).